# Piłka siatkowa na Letnich Igrzyskach Olimpijskich 2012
Turniej olimpijski w piłce siatkowej rozgrywany podczas Letnich Igrzysk XXX Olimpiady w Londynie był trzynastym w historii igrzysk olimpijskich zmaganiem w halowej odmianie tej dyscypliny sportu i piątym w wersji plażowej. Rywalizacja toczyła się zarówno u kobiet, jak i u mężczyzn, a przystąpiło do niej po 12 zespołów halowych (męskich i żeńskich) oraz po 24 pary plażowe (męskie i żeńskie). Wszystkie cztery turnieje były przeprowadzane systemem kołowym oraz systemem pucharowym. Areną zmagań był obiekt Earls Court Exhibition Centre.

## Siatkówka halowa
Udział w turnieju olimpijskim zapewniony miały wyłącznie obydwie reprezentacje Wielkiej Brytanii (męska i żeńska) – jako przedstawiciele gospodarza igrzysk, pozostałe drużyny narodowe – zarówno u kobiet, jak i u mężczyzn – musiały uzyskać kwalifikację. Zakwalifikowanie się do turnieju mogło się odbyć na jeden spośród trzech sposobów, tj. poprzez:
- Puchar Świata (3 najlepsze zespoły)
- kontynentalne turnieje kwalifikacyjne (1 zespół)
- światowe turnieje kwalifikacyjne (3 zespoły)

### Uczestnicy
| Nazwa imprezy                              | Data przeprowadzenia          | Gospodarz       | Miejsc | Zakwalifikowani       |
| ------------------------------------------ | ----------------------------- | --------------- | ------ | --------------------- |
| Gospodarz                                  | 6 lipca 2005                  | –               | 1      | Wielka Brytania       |
| Puchar Świata 2011                         | 20 listopada – 4 grudnia 2011 | Japonia         | 3      | Rosja Polska Brazylia |
| Europejski turniej kwalifikacyjny          | 8 – 13 maja 2012              | Sofia           | 1      | Włochy                |
| Afrykański turniej kwalifikacyjny          | 17 – 21 stycznia 2012         | Yaoundé         | 1      | Tunezja               |
| Turniej kwalifikacyjny NORCECA             | 7 – 12 maja 2012              | Long Beach      | 1      | Stany Zjednoczone     |
| Turniej kwalifikacyjny Ameryki Południowej | 11 – 13 maja 2012             | Almirante Brown | 1      | Argentyna             |
| I Światowy Turniej Kwalifikacyjny/Azja     | 2 – 9 czerwca 2012            | Tokio           | 2      | Serbia Australia      |
| II Światowy Turniej Kwalifikacyjny         | 8 – 10 czerwca 2012           | Sofia           | 1      | Bułgaria              |
| III Światowy Turniej Kwalifikacyjny        | 8 – 10 czerwca 2012           | Berlin          | 1      | Niemcy                |
| Razem                                      |                               |                 | 12     |                       |

### Uczestniczki
| Nazwa imprezy                               | Data przeprowadzenia      | Gospodarz  | Miejsc | Zakwalifikowane                      |
| ------------------------------------------- | ------------------------- | ---------- | ------ | ------------------------------------ |
| Gospodarz                                   | 6 lipca 2005              | -          | 1      | Wielka Brytania                      |
| Puchar Świata w Piłce Siatkowej Kobiet 2011 | 4 – 18 listopada 2011     | Japonia    | 3      | Włochy Stany Zjednoczone Chiny       |
| Europejski Turniej Kwalifikacyjny           | 1 – 6 maja 2012           | Ankara     | 1      | Turcja                               |
| Afrykański Turniej Kwalifikacyjny           | 2 – 4 lutego 2012         | Blida      | 1      | Algieria                             |
| Turniej Kwalifikacyjny NORCECA              | 29 kwietnia – 5 maja 2012 | Tijuana    | 1      | Dominikana                           |
| Turniej Kwalifikacyjny Ameryki Południowej  | maj 2012                  | São Carlos | 1      | Brazylia                             |
| Światowy Turniej Kwalifikacyjny/Azja        | 19 maja – 27 maja 2012    | Tokio      | 4      | Rosja Korea Południowa Sebia Japonia |
| Razem                                       |                           |            | 12     |                                      |

## Siatkówka plażowa
Udział w turnieju olimpijskim zapewniony będzie miała wyłącznie jedna para brytyjska (męska i żeńska) – jako przedstawiciele gospodarza igrzysk, pozostałe ekipy – zarówno u kobiet, jak i u mężczyzn – zostaną wybrane poprzez specjalny ranking olimpijski.

### Uczestnicy
| Sposób kwalifikacji                                             | Miejsc | Zakwalifikowani |
| --------------------------------------------------------------- | ------ | --- |
| Gospodarz                                                       | 1      | Garcia Thompson/Grotowski |
| Ranking FIVB Beach Volleyball Olympic (stan na 17 czerwca 2012) | 16     | Alison/Emanuel Gibb/Rosenthal Brink/Reckermann Nummerdor/Schuil Fijałek/Prudel Rogers/Dalhausser Ricardo/Cuhna Erdmann/Matysik Herrera/Gavira Xu/Wu Bellaguarda/Heuscher Beneš/Kubala Pļaviņš/Smedins Samoilovs/Sorokins Lupo/Nicolai Heyer/Chevallier |
| Puchar kontynentalny 2010-12                                    | 5      | Hernández/Villafañe Chiya/Goldschmit BinstockReader Asahi/Shiratori Skarlund/Spinnangr |
| Beach Volleyball World Cup                                      | 2      | Doppler/Horst Prokopjew/Siemionow |
| Razem                                                           | 24     | |

### Uczestniczki
| Sposób kwalifikacji                                             | Miejsc | Zakwalifikowane |
| --------------------------------------------------------------- | ------ | --- |
| Gospodarz                                                       | 1      | Dampney\Mullin |
| Ranking FIVB Beach Volleyball Olympic (stan na 17 czerwca 2012) | 16     | Juliana\Larissa Xue\Zhang May\Walsh Antonelli\Talita Kessy\Ross Keizer\Van Iersel Cicolari\Menegatti Holtwick\Semmler Háječková\Klapalová Baquerizo\Liliana Goller\Ludwig Kuhn\Zumkehr Schwaiger D.\Schwaiger S. Bawden\Palmer Kolocová\Sluková Arwaniti\Tsiartsiani |
| Puchar kontynentalny 2010-12                                    | 5      | Rigobert\Li Yuk Lo Gallay\Zonta Chomiakowa\Ukołowa Lessard\Martin Cook\Hinchley |
| Beach Volleyball World Cup                                      | 2      | Meppelink\van Gestel Wasina\Wozakowa |
| Razem                                                           | 24     | |

## Medaliści
| Konkurencja       | Konkurencja | złoto | srebro | brąz |
| ----------------- | ----------- | --- | --- | --- |
| Siatkówka halowa  | mężczyźni   | Rosja Nikołaj Apalikow Taras Chtiej Siergiej Grankin Siergiej Tietiuchin Aleksandr Sokołow Jurij Bierieżko Aleksandr But´ko Dmitrij Muserski Dmitrij Iljinych Maksim Michajłow Aleksandr Wołkow Aleksiej Obmoczajew | Brazylia Bruno Rezende Wallace de Souza Sidão Leandro Vissotto Giba Murilo Endres Sérgio Thiago Alves Rodrigo Santana Lucas Saatkamp Ricardo Garcia Dante Amaral                                                | Włochy Luigi Mastrangelo Simone Parodi Samuele Papi Michal Lasko Ivan Zaytsev Dante Boninfante Cristian Savani Dragan Travica Alessandro Fei Emanuele Birarelli Andrea Bari Andrea Giovi |
| Siatkówka halowa  | kobiety     | Brazylia Fabiana Claudino Dani Lins Paula Pequeno Adenízia Silva Thaísa Menezes Jaqueline Fernanda Ferreira Tandara Caixeta Natália Pereira Sheilla Fabi Fernanda Garay                                             | Stany Zjednoczone Danielle Scott-Arruda Tayyiba Haneef-Park Lindsey Berg Tamari Miyashiro Nicole Davis Jordan Larson Megan Hodge Christa Harmotto Logan Tom Foluke Akinradewo Courtney Thompson Destinee Hooker | Japonia Hitomi Nakamichi Yoshie Takeshita Mai Yamaguchi Erika Araki Kaori Inoue Maiko Kano Yūko Sano Ai Otomo Risa Shinnabe Saori Sakoda Yukiko Ebata Saori Kimura                       |
| Siatkówka plażowa | mężczyźni   | Niemcy · Julius Brink · Jonas Reckermann | Brazylia · Alison Cerutti · Emanuel Rego | Łotwa · Mārtiņš Pļaviņš · Jānis Šmēdiņš |
| Siatkówka plażowa | kobiety     | Stany Zjednoczone · Misty May-Treanor · Kerri Walsh | Stany Zjednoczone · Jennifer Kessy · April Ross | Brazylia · Juliana Felisberta · Larissa França |

## Tabela medalowa
| Miejsce | Państwo           | złoto | srebro | brąz | Razem |
| ------- | ----------------- | ----- | ------ | ---- | ----- |
| 1.      | Brazylia          | 1     | 2      | 1    | 4     |
| 2.      | Stany Zjednoczone | 1     | 2      | 0    | 3     |
| 3.      | Niemcy            | 1     | 0      | 0    | 1     |
| 3.      | Rosja             | 1     | 0      | 0    | 1     |
| 5.      | Japonia           | 0     | 0      | 1    | 1     |
| 5.      | Łotwa             | 0     | 0      | 1    | 1     |
| 5.      | Włochy            | 0     | 0      | 1    | 1     |
|         | Razem             | 4     | 4      | 4    | 12    |